# Herman Holland deJong
Herman Holland deJong (ur. 1 maja 1895 w Sneek, zm. 16 lutego 1956 w Osawatomie) – holenderski lekarz psychiatra, neurofizjolog, badacz katatonii doświadczalnej u zwierząt.
Studiował w Szkole Medycznej Uniwersytetu w Amsterdamie (Universiteit van Amsterdam). Jego nauczycielami byli Johannes Wertheim-Salomonson i Bernard Brouwer. Studia ukończył w 1918 roku. Na ostatnim roku studiów podjął decyzję o specjalizowaniu się w psychiatrii. Pracował w laboratorium psychologii zwierząt F.J.J. Buytendijka przy Uniwersytecie Amsterdamskim, odbył też staż w klinice psychiatrycznej w Zurychu u Eugena Bleulera w 1922 roku. W 1923 roku pracował w Holenderskim Instytucie Badań Mózgu (Centraal Instituut voor Hersenonderzoek).
Holenderskie Towarzystwo Psychiatrii i Neurologii (Nederlandse Vereniging voor Psychiatrie en Neurologie) przyznało mu Medal Ramaera (Ramaer-medaille) przyznawany co 5 lat za najlepszą pracę w dziedzinie neurologii i psychiatrii; Uniwersytet w Paryżu przyznał mu i Barukowi nagrodę im. Theodore′a Herpina. Dzięki stypendium Fundacji Rockefellera w 1928 roku wyjechał do Paryża, gdzie najpierw badał wpływ bulbokapniny na chronaksję u kotów w laboratorium Georges′a Bourguignona, a potem podjął współpracę z Henrim Barukiem w pracowni Henri Claude′a. Uczestniczył w Międzynarodowym Kongresie Neurologicznym w Bernie w 1931 roku. W 1940 roku wyjechał do Stanów Zjednoczonych. Pracował w New York State Psychiatric Institute (1940–1942), Duke University (1942–1946) i Johns Hopkins University (1946–1948). Był też specjalnym konsultantem w służbie U.S. Public Health Office. Po wojnie na krótko wyjechał do Holandii, ale zdecydował się powrócić do Stanów. Związany był z Veterans Administration Hospital w Van Nuys. W ostatnich latach życia pracował w Osawatomie State Hospital w Kansas. Był członkiem American Psychiatric Association.
Zmarł nagle, w wieku 60 lat, na udar mózgu (według innych źródeł z powodu choroby wieńcowej). Pochowany jest na Rock Creek Cemetery w Waszyngtonie.
Był dwukrotnie żonaty. Z pierwszego małżeństwa z psycholog Marianną deJong miał syna Rudolpha (1928–2011), później lekarza anestezjologa, i córkę Evelyn Yvonne Davis (1929). Z drugiego małżeństwa urodziła się córka Joan.
Pierwsze prace deJonga dotyczyły psychologii zwierząt, upośledzonych umysłowo i dzieci. Pracując w laboratorium Brouwera w Amsterdamie wykonał pracę dotyczącą porażenia wywołanego alkaloidem bulbokapniną. Wkrótce zainteresował się katalepsją wywołaną przez bulbokapninę i zwierzęcym modelem katatonii. Wieloletnia praca nad tym zagadnieniem zaowocowała monografiami La Catatonie expérimentale par la bulbocapnine (wspólnie z Barukiem, 1930) i Experimental Catatonia: A General Reaction-form of the Central Nervous System (1945). Późniejsze prace dotyczyły katatonii wywołanej noradrenaliną, acetylocholiną, meskaliną, katatonii wywołanej chirurgicznie lub działaniem siły odśrodkowej, związków katatonii z czynnikami wątrobowymi i jelitowymi. Łącznie deJong opublikował kilkadziesiąt prac w językach angielskim, francuskim, niderlandzkim i niemieckim.

## Wybrane prace
- Recherches sur la formation d′idées chez le chien. Archives Néerlandaises de Physiologie de l'Homme et des Animaux 3 (4), ss. 491–527, 1919
- Ueber Bulbocapnin-Katalepsie[9]. 1922
- de Jong H, Schaltenbrand G. Die Wirkung des Bulbocapnins auf Paralysis Agitans- und Andere Tremorkranke. Klinische Wochenschrift, 1924
- Palaeo- en Neo-Intellect. Psychiatrische en Neurologische Bladen, 1924
- de Jong H, Schaltenbrand G. Weitere Versuche mit Bulbocapnin in der Nervenklinik. Deutsche Zeitschrift für Nervenheilkunde, 1925
- Totale Agnosie als Aeusserung von Paläo-Intellekt[10]. 1927
- Ueber Arhinencephalie mit Hypertrophien im Gehirn[11]. 1927
- Weitere Beiträge über rhythmische Erscheinungen im Nervensystem[12]. 1928
- De Jong H, Baruk H. La catatonie expérimentale par la bulbocapnine et le syndrome catatonique chez l′homme [Experimental catatonia induced by bulbocapnin and the catatonic syndrome in man]. L′Encéphale 25, ss. 97–115, 1930
- De Jong H, Baruk H. La Catatonie expérimentale par la bulbocapnine: étude physiologique et clinique. Paris: Masson et Cie, 1930
- Hormonale experimentelle Katatonie. Proceedings of the Koninklijke Nederlandse Akademie van Wetenschappen 34, ss. 576–587, 1931
- Experimenteele verwekking van dementia-praecox-verschijnselen. Nederlands Tijdschrift voor Geneeskunde 75, ss. 474-483, 1931
- Bulbocapninversuche im Dienste psychiatrischer und neurologischer Forschung. Nervenarzt 4, ss. 65–71, 1931
- Die experimentelle Katatonie als vielfach vorkommende Reaktionsform des Zentralnervensystems[13]. 1932
- Katatonie durch zelluläre Asphyxie als motorisches physiologisches Grundphänomen. Acta Brevia-Neerlandica 3, s. 48, 1933
- La catatonie expérimentale; comme réaction fréquente, généralement non spécifique du système nerveux et probablement spécifique dans le cas de la «catatonine» de l'urine humaine. Annales médico-psychologiques 91, ss. 149; 197, 1933
- On the so-called interruption of bulbo-capnine catatonia by means of a mixture of carbon dioxide and oxygen. Koninklijke Akademie van Wetenschappen te Amsterdam 37 (9), ss. 718-724, 1934
- The Production of Experimental Catatonia by the Inspection of Urinary Extracts Derived from a Nicotine-free Schizophrenic Patient. Acta Brevia-Neerlandica 3, s. 148, 1935
- Voortgezet onderzoek over experimenteel catatonie. Nederlands Tijdschrift voor Geneeskunde 80, ss. 2407–2409, 1936
- Over botulisme in Nederland. Nederlands Tijdschrift voor Geneeskunde 81, s. 5156, 1937
- Experimental Catatonia in a Chimpanzee[14]. 1939
- The contribution of Holland to the sciences. Querido, 1943
- Experimental Catatonia: A General Reaction-form of the Central Nervous System. Baltimore: Williams & Wilkins, 1945
- Experimental catatonia in rats produced by centrifugation[15]. 1945
- Experimental catatonia in animals and induced catatonic stupor in man[16]
- A historical and personal approach to the development of experimental psychiatry[1]